# Kopfgeld – Einer wird bezahlen
Kopfgeld – Einer wird bezahlen (Originaltitel Ransom) ist ein US-amerikanischer Actionthriller des Regisseurs Ron Howard aus dem Jahr 1996 und eine Neuverfilmung des Spielfilms Menschenraub (Ransom!) aus dem Jahr 1956. Mel Gibson spielt den Großindustriellen Tom Mullen, dessen Sohn Sean entführt wird. Rene Russo ist als Mutter von Sean besetzt und Brawley Nolte als Entführungsopfer Sean. Die geforderte Lösegeldsumme setzt Seans Vater überraschend als Kopfgeld für die Ergreifung des Täters aus.
Vom Fernsehsender VOX wurde der Film unter dem Titel Kopfgeld – Einer muss bezahlen! ausgestrahlt.

## Handlung
Tom Mullen ist der wohlhabende Eigentümer einer Fluggesellschaft und führt zusammen mit seiner Frau Kate und seinem Sohn Sean ein glückliches Familienleben. Eines Tages wird Sean unter den Augen seiner Eltern entführt. Die Entführer verlangen zwei Millionen US-Dollar Lösegeld. Tom Mullen wundert sich, dass die Entführer „nur“ zwei Mio. Dollar fordern, obwohl ihnen bekannt sein dürfte, wie reich Mullen tatsächlich ist und dass er diesen Betrag „aus der Portokasse bezahlen könnte“.
Wie sich für den Zuschauer schnell herausstellt, ist Detective Jimmy Shaker der Kopf der Entführerbande. Seine Freundin Maris Connor fragt ihn, warum sie den Jungen nicht gleich töten würden, er sei doch eine stete Gefahr für sie alle. Bei einer Lösegeldübergabe wird Tom quer durch die Stadt gehetzt, am Zielpunkt platzt eine Geldübergabe durch plötzliches Erscheinen der Polizei. Dabei kommt einer der Entführer – Cubby Barnes – zu Tode. Er war derjenige, der Mitleid mit dem Jungen hatte, sich als Einziger um ihn kümmerte und davon ausging, dass Sean nicht getötet werden sollte.
Tom glaubt nicht daran, dass die Entführer wirklich vorhaben, seinen Sohn freizulassen und fasst einen schwerwiegenden Entschluss. Bei einer erneuten Geldübergabe teilt Tom dem Entführer „eine kleine Planänderung“ mit und dass er einen bestimmten Fernsehsender einschalten und dessen Meldungen verfolgen solle. In einer Sondersendung verkündet Tom Mullen dort, dass er die zwei Mio. Dollar nun als Kopfgeld auf den Entführer aussetze, egal, ob man ihn tot oder lebendig fasse. Toms Rechnung geht insoweit auf, als die Entführer von der Situation überrollt werden und nicht wissen, wie sie sich jetzt verhalten sollen.
Trotz gegenteiliger Meinungen bleibt Tom bei seiner Weigerung, Lösegeld an die Entführer zu zahlen; er erhöht sogar die Kopfgeldsumme auf vier Mio. Dollar. Es kommt zu einem dramatischen Telefongespräch zwischen Tom und Shaker, an dessen Ende ein Schuss fällt. Kate und Tom sind einem Zusammenbruch nahe.
Shaker ändert nun seinen Plan und will sich als Befreier des kleinen Sean aufspielen. Um dieses Ziel zu erreichen, erschießt er alle anderen Bandenmitglieder, wird dabei seinerseits angeschossen und wartet neben Sean sitzend auf die eintreffende Polizei. Nach seiner Entlassung aus dem Krankenhaus taucht er bei Tom Mullen zu Hause auf und fordert seine „Belohnung“ ein. Als Sean Mullen Shaker zufällig sieht, ohne dass dieser ihn bemerkt, bekommt sein Vater Tom mit, wie sein Sohn erstarrt und in seine Hose uriniert – offenbar hat er Shakers Stimme wiedererkannt. Mullen versucht sich nichts anmerken zu lassen und unterzeichnet den Scheck, allerdings mit falscher Unterschrift. Shaker entdeckt dies und bedroht Mullen. Nach einem Wortgefecht zwischen den Männern, in dem Tom Shaker überzeugen kann, gemeinsam zur Bank zu gehen, kommt es beim Verlassen des Bankgebäudes zum erbitterten Showdown zwischen Mullen und Shaker, an dessen Ende Shaker erschossen wird.

## Produktion und Hintergrund
Der Film entstand an Drehorten in den Bundesstaaten New Jersey, New York, Connecticut und Kalifornien. Es handelt sich um eine Co-Produktion von Imagine Entertainment und Touchstone Pictures, die auch gleichzeitig die Veröffentlichung des Films übernommen hatten.
Während der Dreharbeiten musste sich Mel Gibson einer Blinddarmoperation unterziehen.
Der 1986 geborene Brawley Nolte, der die Rolle des Sean Mullen spielt, ist der Sohn des Schauspielers Nick Nolte. Brawley Nolte wurde für seine Darstellung des Entführungsopfers 1997 für den Young Artist Award nominiert.
Die Idee zu dieser Verfilmung wurde durch den Film Menschenraub (Ransom!) von 1956 inspiriert, dessen Handlung von Cyril Hume und Richard Maibaum konzipiert wurde. Das Drehbuch jenes Films wiederum basiert lose auf der Episode Fearful Decision aus der dramatischen Fernsehserie The United States Steel Hour. Die Stars der Verfilmung von 1956 waren Glenn Ford, Donna Reed und Leslie Nielsen. Der englische Originaltitel beider Filme Ransom bedeutet allerdings weder Menschenraub noch Kopfgeld, sondern Lösegeld.
Als Shaker mit Tom Mullen telefoniert, zitiert er aus dem klassischen Science-Fiction-Roman Die Zeitmaschine von H. G. Wells. Dabei vergleicht Shaker die armen Menschen (zu denen er sich selbst zählt) als Morlocks und die Reichen wie Mullen als Eloi.

## Rezeption

### Kritik
Das Lexikon des internationalen Films reagierte verhalten, dort hieß es zusammenfassend: „Ein nur im letzten Drittel wirklich spannender Actionfilm, der mehr an Äußerlichkeiten als an einer glaubhaften Verhaltensschilderung interessiert ist. Fragwürdig ist er in seiner Erfolgsideologie und in der Tendenz, sein Recht selbst durchzusetzen.“
Die Redaktion der Filmzeitschrift Cinema lobte: „… Mel Gibson und Gary Sinise liefern sich in Ron Howards schweißtreibendem Entführungs-Drama ein erbittertes Duell. […] So ist ‚Kopfgeld‘ trotz einiger Actionszenen kein Thriller im konventionellen Sinne. Es ist eine Studie über die menschliche Psyche. Und wenn man bei solch einer Expedition durch Seele, Hirn und Instinkt den richtigen Fremdenführer hat, ist es die spannendste Reise der Welt.“
Auch der Kritiker von TV Spielfilm fand lobende Worte: „Nach diversen Skandalen [spielt] Gibson, hier eine seiner besten Rollen. Schweißtreibendes Katz-und-Maus-Spiel.“
Der Kritiker Roger Ebert befand bei Suntimes.com:

“Gibson gives an interesting performance, showing a man trying to think his way out of a crisis, and Sinise makes a good foil: Here are two smart men playing a game with deadly stakes.”

„Gibson liefert eine interessante Vorstellung ab, indem er einen Mann zeigt, der versucht, aus einer Krise herauszufinden, und Sinise gibt einen guten Gegenpart: Hier sind zwei Männer, die ein Spiel mit tödlichen Einsätzen spielen.“

### Einspielergebnisse
Der Film spielte bei einem Budget von rund 80 Millionen US-Dollar allein in den US-amerikanischen Kinos über 136 Millionen Dollar wieder ein. Hinzu kommen noch die weltweiten Verwertungen, die mit fast 310 Millionen Dollar zu Buche schlagen. Der Film war somit ein absoluter Überraschungserfolg für die Produzenten. Durch die weltweite Videovermarktung konnte der finanzielle Erfolg noch weiter verstärkt werden.

### Auszeichnungen
- Mel Gibson wurde 1997 in der Kategorie „Bester Hauptdarsteller in einem Drama“ für den Golden Globe nominiert.
- Brawley Nolte wurde 1997 für den Young Artist Award nominiert.
- ASCAP Film and Television Music Awards 1997 – Top Box Office Film
- Academy of Science Fiction, Fantasy & Horror Films (Saturn Award):
  - 1997 nominiert für den Saturn Award in der Kategorie „Bester Action-, Abenteuer-, Thriller-Film“
- Image Awards – Delroy Lindo 1997 nominiert als „Bester Nebendarsteller in einem Spielfilm (Drama)“
- Die Deutsche Film- und Medienbewertung FBW in Wiesbaden verlieh dem Film das Prädikat „wertvoll“.[8]